# Snölås

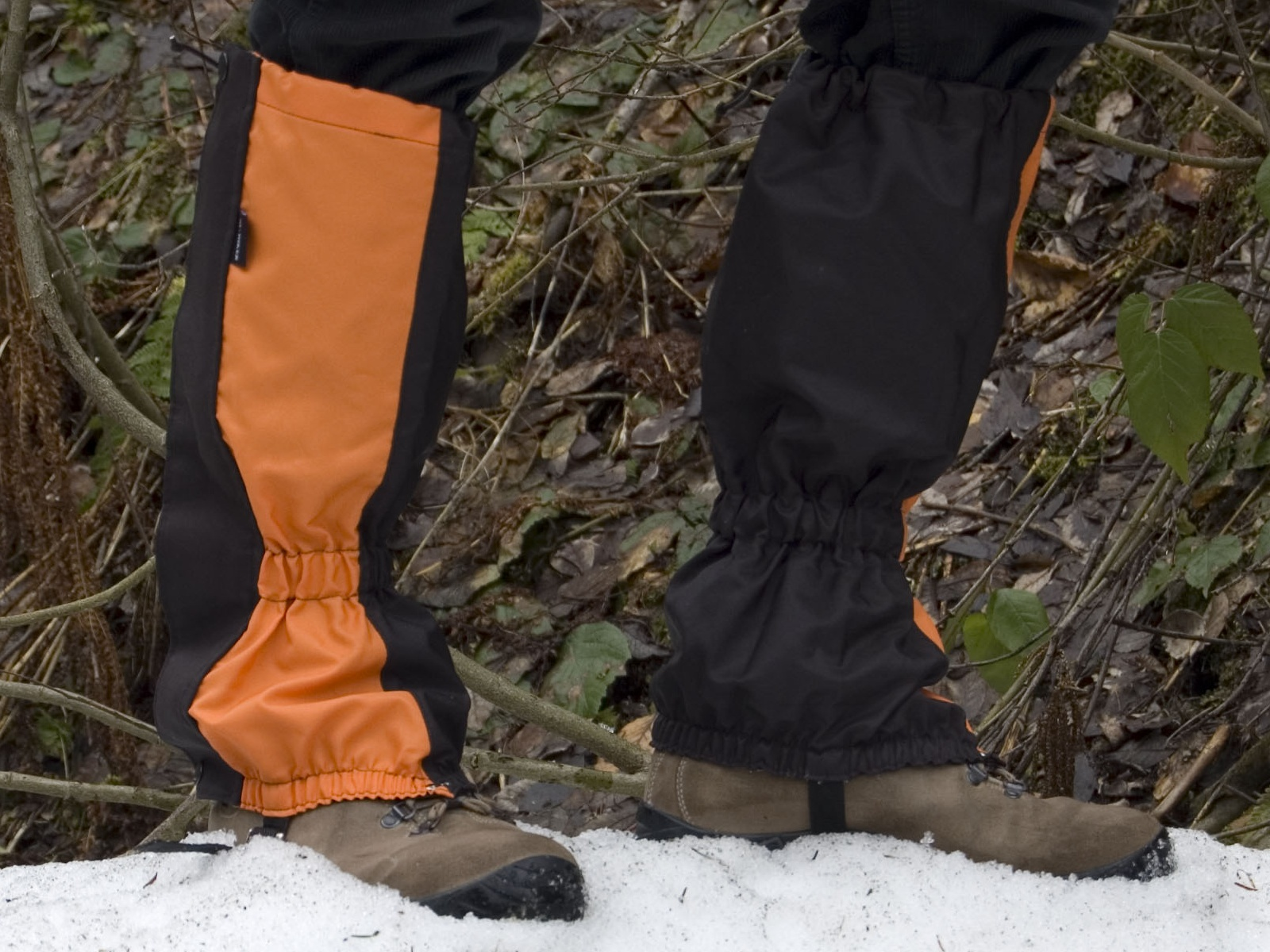
Snölås.

Snölås är en sorts damasker, som vid skidåkning spänns kring vristen för att täta kring pjäxans kant, så att snö inte tränger in i pjäxorna eller under kläderna. Snölås kan även vara insytt i jackor, täckbyxor eller overaller avsedda för vintersport.